# Peter Csaszti
Peter Csaszti, född 1975 i Stockholm, är en svensk danspedagog, koreograf och HBTQ-aktivist, bosatt och verksam i Stockholm.

## Biografi
Åren 2001-2003 gick Peter Csaszti linjen Yrkesförberedande dansare på Balettakademien i Stockholm. Han deltog tillsammans med dansläraren Malin Backström som instruktör för workshopar i Queerlindy hösten 2009 på klubben Högkvarteret på Södermalm i Stockholm.  Peter startade upp den första queersalsakursen tillsammans med Malin Backström våren 2010 också på Högkvarteret.
Dokumentärfilmaren Barbro Björkfelt har gjort en TV-dokumentär om Peter och hans dansskola QueerSalsa Stockholm. Peter hade upplevt den traditionella salsavärldens heteronormativa och stereotypa utgångspunkter för hur män och kvinnor ser ut och får röra sig som begränsande. Queersalsapedagogiken innebär queerdans där alla dansare dansar med alla, oavsett kön, och lär sig både föra och följa. Skolan har också Hombresalsa-kurser enbart för de som definierar sig som män. 
I samband med Stockholm Pride som anordnas i början på augusti varje år brukar nyfikna ha möjlighet att prova på QueerSalsa genom dansskolans försorg.
På initiativ av den svenska ambassaden i Mexiko deltog Peter tillsammans med dansaren Sergio Benvindo De Souza i en Queertangofestival i Mexico City år 2012.
Peter har också tillsammans med sin danspartner Johan Björk uppvisningsdansat t.ex. vid Hot Salsa Weekend på Debaser Medis i Stockholm 2014.
Eurogames är en internationell idrottstävling främst för HBTQ-personer som 2015 anordnades i Stockholm. Peter Csaszti och dansaren Johan Björk blev 2015 det första manliga paret från Sverige som deltog i tävlingarnas latindansklass.
Peter har också genomfört workshopar i Queersalsa runt om i Sverige som t.ex. vid West Pride och Kalmar Pride 2015.  
Queersalsapedagogiken efterfrågas även utomlands och tillsammans med sin sambo Marcus Helm genomförde Peter en workshop i Queersalsa under den feministiska kulturfestivalen Befem i Belgrad 2013.  Peter genomförde tillsammans med sin danspartner Johan Björk under oktober 2015 också en workshop i Helsingfors på inbjudan av Regnbågsankan. 
Peter organiserade också tillsammans med Johan Björk den första internationella Queersalsafestivalen i världen i december 2015. 

## Utmärkelser
Stora Paradpriset vid Luleå Pride 2013. 